# Natriumfluoride

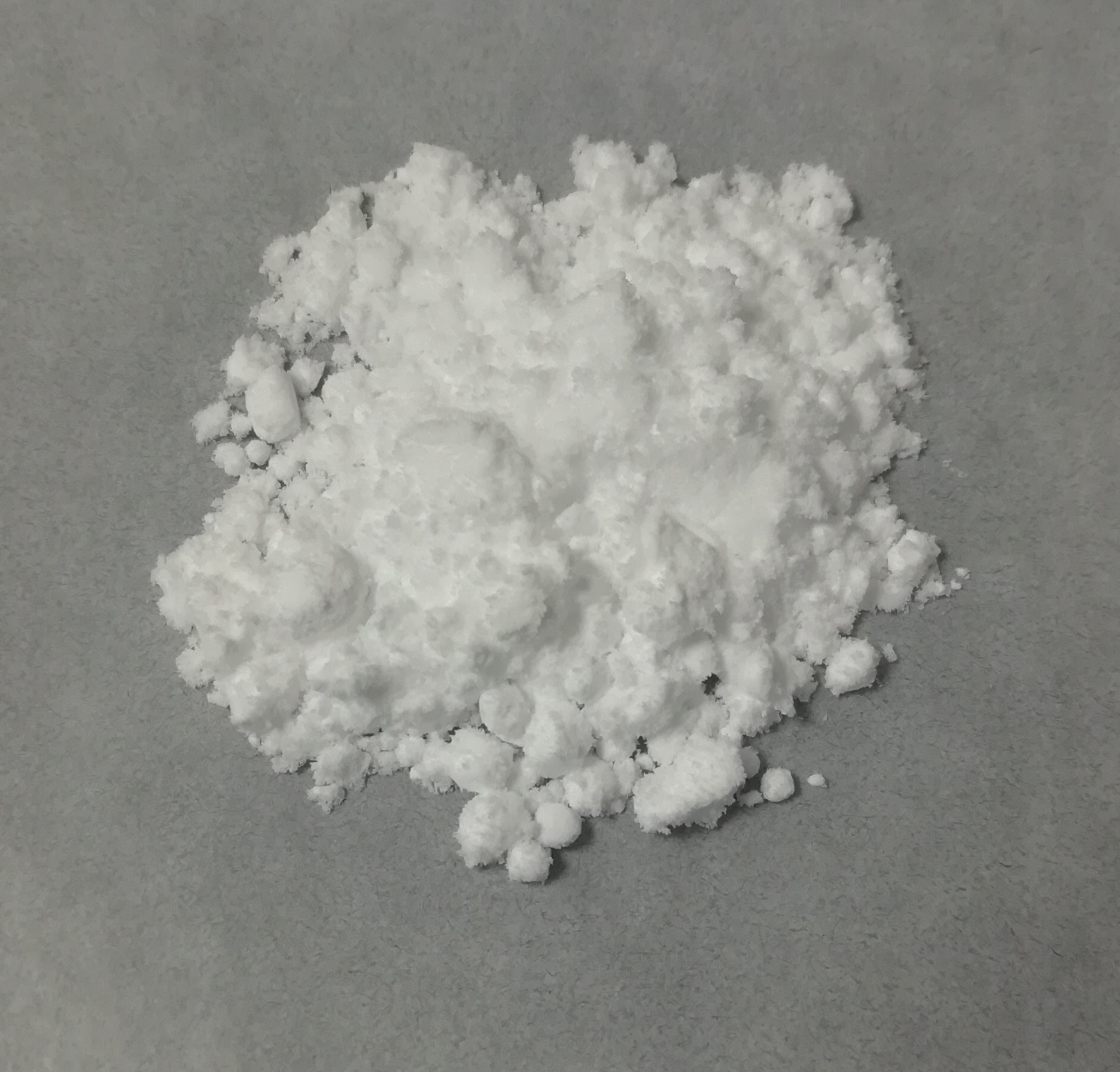
Natriumfluoride

Natriumfluoride is het natriumzout van waterstoffluoride. Het is een giftig zout met als brutoformule NaF. Het komt in de natuur voor onder de vorm van het mineraal villiaumiet.

## Synthese
Natriumfluoride kan bereid worden door verhitten van cryoliet met natriumhydroxide of door behandeling van een 40% waterstoffluoride-oplossing met natriumhydroxide of natriumcarbonaat:
{\displaystyle {\ce {HF + NaOH -> NaF + H2O}}}
{\displaystyle {\ce {2HF + Na2CO3 -> 2NaF + H2O + CO2}}}
Bij toevoegen van een overmaat waterstoffluoride ontstaat natriumbifluoride (NaHF2).

## Kristalstructuur
Natriumfluoride is een ionaire verbinding die in water ioniseert in natrium- en fluoride-ionen. In vaste vorm neemt het een kubische kristalstructuur aan (zoals bij natriumchloride).

## Toepassingen
Natriumfluoride is een belangrijke bron van fluoride-ionen en werd vroeger dan ook gebruikt om fluoride aan drinkwater toe te voegen. Tegenwoordig wordt vaker hexafluorkiezelzuur (H2SiF6) en het natriumzout daarvan (Na2SiF6) gebruikt. Fluoridering van drinkwater wordt heden ten dage nog steeds toegepast in een aantal landen, maar is erg controversieel.
Natriumfluoride is een product dat gebruikt wordt voor de bescherming van tanden. Het reageert met hydroxyapatiet in de tanden en vormt hierbij een gefluorideerd zout dat veel minder oplosbaar is dan hydroxyapatiet. Hierdoor worden de tanden minder aangetast door tandplak. Daarom wordt natriumfluoride toegepast in tandpasta om cariës tegen te gaan. Ook wordt het toegepast bij de behandeling van osteoporose. 
Natriumfluoride wordt gebruikt als reinigingsmiddel, vooral voor het verwijderen van roestvlekken.